# ولاية بدليس
محافظة بدليس (بالكردية: Parêzgeha Bidlîsê‏) هي محافظة في تركيا تقع في منطقة شرق الأناضول، عاصمتها مدينة بدليس وتبلغ عدد سكانها 349،396 نسمة الأغلبية من الكرد، مع معدل الكثافة السكانية 33.01/كم² من إجمالي المساحة 10،582 كم². ومن الأماكن التي تستحق الزيارة في المدينة متحف اخلاط بدليس.

## أعلام
- وحيد قيلر